# 알렉산드린스키 극장

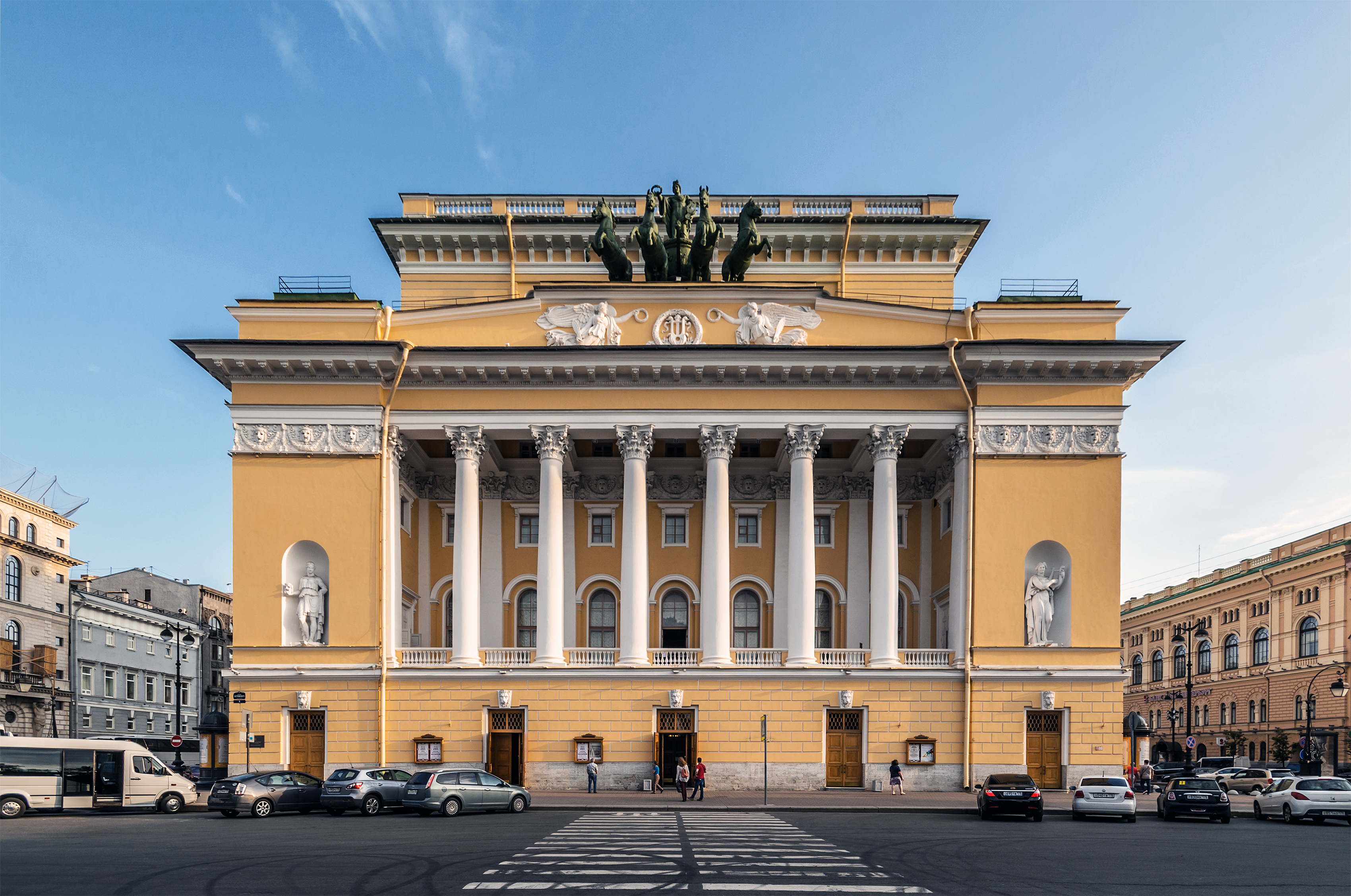
알렉산드린스키 극장

알렉산드린스키 극장(The Alexandrinsky Theatre, 러시아어: Александринский театр) 또는 푸시킨 아카데미 드라마 극장(러시아어: Российский государственный академический театр драмы им. А. С. Пушкина)은 러시아의 상트페테르부르크에 위치한 극장이다.
모스크바 말리 극장 다음가는 옛 극장으로서 1832년에 창립되었으며, 시의 중심인 네프스키 가(街)의 남쪽, 오스트롭스키 광장의 정면에 서 있고, 건축가 로시(Carlo Rossi)의 설계로 이루어진 암필식(式) 건물(좌석 1,365)은 세계 유수의 아름다운 극장건축으로 알려져 있다. 제정시대에는 주로 셰익스피어, 몰리에르 등의 서구 고전과 고골리, 알렉산드르 오스트롭스키 등 러시아 작가의 것을 상연, 그 무대에서 많은 명배우를 낳았고, 사실적인 예풍과 레퍼토리를 갖는 드라마 극장으로서, 19세기 러시아 국민연극의 발달에 큰 역할을 하였다. 혁명 후에도 그 전통을 이어받아 여전히 러시아를 대표하는 극장의 하나로 되어 있다.